# Real Housewives of the San Fernando Valley – A XXX Parody
Real Housewives of the San Fernando Valley – A XXX Parody ist eine US-amerikanische Porno-Parodie auf die US-amerikanische TV-Serie The Real Housewives of Orange County. Die Hauptrolle ist mit Julia Ann besetzt.

## Handlung
Da der Immobilienmarkt sich schlecht entwickelt, wird es für den in der Baubranche tätigen Mann (John Strong) schwierig, Häuser zu bauen. Daher beschließt seine Frau, ihr Haus an Pornoproduzenten zu vermieten, um ihren komfortablen Lebensstil mit ihren gutsituierten Freunden aufrechtzuerhalten. Es folgen fünf Szenen mit je einem Pärchen.

## Rezeption
In einem Review für das Branchenmagazin Adult Video News werden das unterhaltsame Drehbuch und die gelungene Besetzung gelobt.
In einer Besprechung bei XCritic.com wird das auf die Darsteller zugeschnittene Drehbuch gelobt, besonders hervorgehoben wird die Darbietung der Hauptdarstellerin Julia Ann, da sie an dieser Rolle zeige, wieso sie zu den weltweit besten Pornodarstellerinnen gezählt wird. Lobend genannt wird auch die gelungene Besetzung der männlichen Rollen.